# کریستین آسلا
کریستین آسلا (انگلیسی: Christian Acella؛ زادهٔ ۷ ژوئیهٔ ۲۰۰۲) بازیکن فوتبال اهل ایتالیا است. او در پست هافبک برای باشگاه جیوگلیانو، گروه C سری C، به صورت قرضی از کرمونزه بازی می‌کند.